# Linepithema cryptobioticum
Linepithema cryptobioticum es una especie de hormiga del género Linepithema, subfamilia Dolichoderinae. Fue descrita científicamente por Wild en 2007.
Se distribuye por Paraguay. Se ha encontrado a elevaciones de hasta metros. Vive en microhábitats como la hojarasca.